# Таларомицес витой
Таларо́мицес вито́й (лат. Talarómyces hélicus) — вид грибов-аскомицетов, относящийся к роду Таларомицес (Talaromyces). Бесполую стадию ранее включали в состав рода Пеницилл (Penicillium) как Penicíllium helicum (пеници́лл витой).

## Описание
Колонии на агаре Чапека ограниченно-растущие, тонкие, несколько шерстистые, жёлтые до оранжево-розовых, необильно спороносящие в зеленоватых тонах. Реверс красноватый.
Колонии на CYA на 7-е сутки 1,5—2,5 см (2—3 см при 30 °C) в диаметре, с белым и оранжеватым мицелием, шерстистые. Конидиальное спороношение различной интенсивности, серо-зелёное. Реверс в центре серовато-красноватый до жёлто-коричневого, ближе к краю серовато-оранжевый до желтовато-белого.
На агаре с солодовым экстрактом (MEA) колонии с белым мицелием, шерстистые. Конидиальное спороношение довольно обильное, в серо-зелёных тонах. Реверс коричнево-оранжевый, в центре более насыщенно-окрашенный.
На агаре с дрожжевым экстрактом и сахарозой (YES) колонии белые, обычно практически не спороносящие, с тускло-зелёным в центре и бледно-жёлтым до бледно-оранжевого ближе к краю реверсом.
На овсяном агаре (OA) колонии с белым и ярко-жёлтым мицелием, конидиальное спороношение различной интенсивности, в серо-зелёных тонах. Реверс бежевый или светло-жёлтый, при 30 °C — ярко-оранжевый. Образуются беловатые или жёлтые клейстотеции, более обильные при 30 °C.
Клейстотеции образуются на более бедных средах, кремовые до жёлтых, шаровидные, мягкие, 100—300 мкм. Аски 6—9 × 4,5—6 мкм. Аскоспоры эллипсоидальные, обычно гладкостенные, 2,5—4 × 2—3 мкм.
Конидиеносцы — двухъярусные и одноярусные кисточки на зеленоватой ножке 30—80 мкм длиной и 2—2,5 мкм толщиной, гладкостенные. Метулы по 2—5 в мутовке, расходящиеся, 12—15 мкм длиной. Фиалиды игловидные, по 2—4 в пучке, 8,5—16 × 2,5—3 мкм. Конидии шаровидные или почти шаровидные, 2,5—4,5 × 2,2—3,5 мкм.

### Отличия от близких видов
Определяется по кремовым или жёлтым клейстотециям, покрытым жёлтым мицелием, и гладким аскоспорам. Также характерны одноярусные и двухъярусные кисточки на пигментированной ножке. Talaromyces varians не образует клейстотециев, конидии у этого вида эллипсоидальные до цилиндрических.

## Экология и значение
Широко распространённый вид, встречающийся преимущественно в почве.

## Таксономия
Talaromyces helicus (Raper & Fennell) C.R.Benj., Mycologia 47: 684 (1955). — Penicillium helicum Raper & Fennell, Mycologia 40: 515 (1948).

### Синонимы
- Penicillium barcinense Yaguchi & Udagawa, 1993
- Penicillium helicum Raper & Fennell, 1948
- Talaromyces barcinensis Yaguchi & Udagawa, 1993
- Talaromyces helicus var. major Stolk & Samson, 1972